# 야마토어
야마토어(일본어: 大和言葉 야마토 코토바[*]) 또는 왜어(倭語) 또는 화어(일본어: 和語 와고[*])는 화가(和歌) 및 아어(雅語), 에 대한 것을 의미했지만, 현재는 유일하게 일본어의 언어의 종류(단어의 출신)의 하나이며, 한어(漢語)와 외래어에 대한 일본의 고유어를 가리킨다. 왜어는 대한민국에서는 일본어를 낮잡아 부를 때 사용하기도 한다.

## 개요
현대에서의 야마토어는 일반적으로 한어와 외래어를 제외한 일본어의 고유어를 가리키도록 되어 있다. 즉, 대륙의 문화가 전래되기 전의 일본 열도에서 사용되었던 일본의 언어.

## 같이 보기
- 일본어
- 상대 일본어
- 중고 일본어
- 중세 일본어()
- * 외래어
- 고유어